# 艾哈迈德·卡希
艾哈迈德·卡希（法語：Ahmed Kashi，出生於1988年11月18日）是阿爾及利亞的職業足球運動員，司職中場，現效力於英格蘭足球冠軍聯賽查爾頓。

## 國家隊生涯
儘管出生在法國欧贝维利耶。卡希曾表示，他寧願代表阿爾及利亞國家足球隊在國際賽出戰。